# Wrath: Aeon of Ruin
Wrath: Aeon of Ruin est un jeu de tir à la première personne développé par KillPixel Games et publié par 3D Realms et 1C Entertainment. WRATH: Aeon of Ruin est construit sur une version modifiée du moteur Quake, ce qui en fait le premier jeu majeur sur ce moteur en près de 20 ans. Le premier épisode sort sur Steam Early Access avec la version complète attendue pour 2022,,. Le jeu sort finalement en 2024.

## Système de jeu
Le jeu se poursuit dans la tradition des jeux de tir à la première personne des années 1990 comme Doom, Blood, Hexen et Quake ; à la fois sur le plan thématique et en termes de combat rapide. À la formule classique du jeu de tir à la première personne, WRATH ajoute des éléments de jeu de rôle légers. Les joueurs peuvent collecter des objets et des compétences pour améliorer les capacités de l'Outlander, qui facilitent l'exploration ainsi que le combat.
Plutôt qu'une progression linéaire des niveaux, le jeu propose trois mondes à explorer par le joueur, chacun avec son propre thème central. Depuis ces mondes, les joueurs peuvent accéder à cinq niveaux (15 au total), chacun avec un design unique basé sur le thème du monde appartenant. 3D Realms décrit une «philosophie de conception de niveau ouvert, où chaque niveau a plusieurs chemins avec tous en boucle dans le chemin principal pour rendre chaque niveau plus expansif». Au sein des niveaux individuels, le joueur doit affronter des hordes d'ennemis et de boss.

## Accueil
La première version d'accès anticipé, bien que toujours en développement, a reçu des éloges dans la presse de jeu pour les graphismes et la conception de niveaux,. 